# La Labor (Sinaloa)
La Labor es un pueblo del municipio de San Ignacio del Estado de Sinaloa. Está ubicado a media hora del centro del municipio y a hora y media del municipio de Mazatlán. Cuenta con 467 habitantes y está a 260 metros de altitud sobre el nivel del mar.